# ماریا املیا اتریش
ماریا املیا (انگلیسی: Maria Amalia of Austria; ۲۲ اکتبر ۱۷۰۱ – ۱۱ دسامبر ۱۷۵۶) همسر امپراتور امپراتوری روم مقدس، ملکه آلمانی‌ها، ملکه بوهمیا، همسر امپراتور و دوشس بایرن و با دیگر لقب‌ها؛ به عنوان همسر کارل هفتم، امپراتور مقدس روم، از تبار و تولد موروثی، به عنوان آرشیدوشس اتریش، به‌خاطر پدرش یوزف یکم، امپراتور مقدس روم و ویلهلمیا آملیا برانسویک-لینبورگ بود.
ماریا املیا با شوهرش کارل دارای هفت فرزند بود که فقط چهار نفر از آن‌ها تا رسیدن به سن بزرگسالی زندگی کردند. پسر او ماکسیمیلیان سوم یوزف، انتخابگر بایرن شد. جوان‌ترین دخترش ماریا ژوزفا با بزرگترین پسر و وارث ماریا ترزا، اتریش، و امپراتور یوزف دوم، امپراتور مقدس روم، ازدواج کرد ولی پس از دو سال، در اثر ابتلای به آبله درگذشت، او فرزندی نداشت. دختر دیگر او، ماریا آنتونیا، با پسرعموی خود، فردریک کریستین، که برای کمتر از سه ماه در سال ۱۷۶۳ عنوان شاهزاده سکسیون را داشت، ازدواج کرد. ماریا آنا یوزفا آگوستا، دختر میانی ماریا آنا یوزفا آگوستا مارگرافین، به حکومت بادن رسید.